# Melt Yourself Down
Melt Yourself Down sono una band di Londra che incorpora elementi di stili musicali nordafricani, punk, jazz e funk. Fondata nel gennaio 2012, la band è guidata dal sassofonista Pete Wareham, ex leader dell'ormai defunta band jazz/punk Acoustic Ladyland e sassofonista della band jazz britannica Polar Bear. La formazione originale comprendeva il sassofonista Shabaka Hutchings (Sons Of Kemet, The Comet Is Coming, The Heliocentrics), il batterista Tom Skinner (Sons of Kemet, Mulatu Astatke, Hello Skinny), il cantante Kushal Gaya (Zun Zun Egui), il bassista Ruth Goller (Acoustic Ladyland) e il percussionista Satin Singh (Fela!, Transglobal Underground).
Hanno firmato con The Leaf Label e hanno pubblicato il loro album di debutto il 17 giugno 2013, seguito da Live At The New Empowering Church il 19 aprile 2014. Il loro secondo album in studio, cognome Evenings On Earth, è stato rilasciato il 29 aprile 2016.
Hanno firmato con la Decca Records nel 2019 e hanno pubblicato il loro terzo album in studio, 100% Yes, il 27 marzo 2020.

## Carriera
Dopo lo scioglimento della band Acoustic Ladyland, Peter Wareham inizia ad esplorare musica egiziana, nubiana e di altri Paesi nordafricani. Ha assemblato la band con musicisti con cui aveva lavorato in vari progetti e collaborazioni, inizialmente con l'intenzione di formare una band strumentale. Il cantante Kushal Gaya è stato aggiunto al gruppo poco dopo le prove iniziali.
La band prende il nome da un album di James Chance, pubblicato in Giappone nel 1986 su Selfish Records. Wareham ha dichiarato di aver contattato Chance chiedendogli di poter utilizzare il nome dell'album e di aver ricevuto "la sua benedizione" per il progetto. Melt Yourself Down si è successivamente esibito con James Chance in occasione di spettacoli a New York e Londra nel 2014. Wareham e Chance avevano precedentemente collaborato quando Chance si è esibito in una traccia del terzo album di Acoustic Ladyland, Skinny Grin.
Nel giugno 2013, la band ha pubblicato il loro album omonimo Melt Yourself Down, con i singoli "We Are Enough", "Release!" e "Fix My Life". L'album è stato prodotto e mixato dal cantautore, musicista elettronico e artista londinese Leafcutter John, che si esibisce al fianco di Wareham nei Polar Bear.
Come parte del Record Store Day 2014, Melt Yourself Down hanno pubblicato l'album Live at the New Empowering Church, con solo 900 copie dell'LP in vinile disponibili in tutto il mondo. L'album è stato registrato in uno spettacolo tutto esaurito ad Hackney, Londra, il 29 novembre 2013 e contiene sette tracce dell'album di debutto della band. Il sassofonista dei Melt Yourself Down Shabaka Hutchings e la bassista Ruth Goller vengono sostituiti rispettivamente da Wayne Francis (United Vibrations) e Leon Brichard (Ibibio Sound Machine).
Il secondo album in studio di Melt Yourself Down, Last Evening On Earth, è stato pubblicato per The Leaf Label il 29 aprile 2016, anticipato il 18 novembre 2015 dal singolo "Dot to Dot". Il brano "The God Of You" è stato rilasciato il 26 febbraio come secondo singolo. Clash ha elogiato l'album come "un'esplosione di esplorazione musicale" con "un tono apocalittico". Nell'agosto 2016, cognome Evenings On Earth è stato nominato per il Best ‘Difficult’ Second Album agli AIM (Association of Independent Music) Awards.
Nel 2019 i Melt Yourself Down hanno firmato con la Decca Records e il 17 luglio 2019 hanno annunciato l'uscita del nuovo singolo "Boot & Spleen", il primo del loro prossimo terzo album in studio 100% Yes.
Dopo l'uscita dei singoli "It Is What It Is", "Every Single Day" e "Crocodile", la band ha pubblicato 100% Yes il 27 marzo 2020. Era previsto un tour nazionale che purtroppo è stato rimandato a causa della pandemia di coronavirus.

## Discografia

### Album in studio
- 2013 – Melt Yourself Down
- 2016 – Last Evening On Earth
- 2020 – 100% Yes
- 2022 – Pray for Me I Don't Fit In

### Album dal vivo
- 2014 – Live at the New Empowering Church

### Singoli
- 2012 – We Are Enough
- 2013 – Fix My Life
- 2013 – Release!
- 2013 – Camel
- 2015 – Dot To Dot
- 2016 – The God Of You
- 2016 – Another Weapon
- 2019 – Boot and Spleen
- 2020 – Every Single Day
- 2020 – Crocodile
- 2021 – Pray For Me I Don't Fit In
- 2022 – Balance
- 2022 – Nightsiren

## Stile e influenze musicali
Melt Yourself Down prende i suoi interessi musicali da una vasta gamma di paesi e culture e ha costruito uno stile unico, attingendo dalla musica egiziana e nubiana, punk rock, jazz, rock psichedelico, elettronica, funk e altro ancora. Wareham ha descritto lo stile come "musica party-punk ispirata alla musica nubiana". In una successiva intervista ha aggiunto "Il bisogno di ballare è ancora presente, ma ora mi sento ispirato dall'idea della città come un prisma attraverso il quale passano tutti i tipi di influenze globali... Traduzione, immigrazione, superamento degli ostacoli - e più importante di tutti, l'unità umana».